# Liste der Kulturdenkmale in Daldorf
In der Liste der Kulturdenkmale in Daldorf sind alle Kulturdenkmale der schleswig-holsteinischen Gemeinde Daldorf (Kreis Segeberg) und ihrer Ortsteile aufgelistet (Stand: 10. März 2025).

## Legende
In den Spalten befinden sich folgende Informationen:
- Objekt-ID: die Nummer des Kulturdenkmales
- Lage: die Adresse des Kulturdenkmales und die geographischen Koordinaten. Kartenansicht, um Koordinaten zu setzen. In der Kartenansicht sind Kulturdenkmale ohne Koordinaten mit einem roten Marker dargestellt und können in der Karte gesetzt werden. Kulturdenkmale ohne Bild sind mit einem blauen Marker gekennzeichnet, Kulturdenkmale mit Bild mit einem grünen Marker.
- Offizielle Bezeichnung: Bezeichnung des Kulturdenkmales
- Beschreibung: die Beschreibung des Kulturdenkmales
- Bild: ein Bild des Kulturdenkmales

## Bauliche Anlagen
| Objekt-ID     | Lage                                                 | Offizielle Bezeichnung      | Beschreibung | Bild |
| ------------- | ---------------------------------------------------- | --------------------------- | --- | ---- |
| 1290 Wikidata | Pettluiser Weg 8 (54° 0′ 27″ N, 10° 16′ 46″ O)       | Gut Pettluis: Herrenhaus    | Alteintragung (Aktualisierung vorgesehen) - Begründung: Alteintragung (Aktualisierung vorgesehen) - Schutzumfang: Alteintragung (Aktualisierung vorgesehen) - Denkmaltyp: Bauliche Anlage | BW   |
| 4662 Wikidata | Pettluiser Weg 12 – 14 (54° 0′ 27″ N, 10° 16′ 46″ O) | Gut Pettluis: Verwalterhaus | Alteintragung (Aktualisierung vorgesehen) - Begründung: Alteintragung (Aktualisierung vorgesehen) - Schutzumfang: Alteintragung (Aktualisierung vorgesehen) - Denkmaltyp: Bauliche Anlage | BW   |

## Quelle
- Liste der Kulturdenkmale in Schleswig-Holstein – Kreis Segeberg

- Karte mit allen Koordinaten:
- OSM |
- WikiMap